# Eva Rodhe Lundquist
Eva Rodhe Lundquist, folkbokförd Eva Frida Elisabet Lundqvist, ogift Rodhe, född 21 maj 1908 i Lund, död 15 oktober 2010, var en svensk lektor och författare samt mor till juristen Elisabeth Palm.
Hon växte upp i Uppsala och Lund och var dotter till biskop Edvard Magnus Rodhe och Ruth Billing samt barnbarn till Edvard Herman Rodhe och Gottfrid Billing, också biskopar. Hon tog studenten 1927, blev fil. kand. vid Lunds universitet 1929, fil. mag. 1940, fil. lic. 1945 och fil doktor vid Göteborgs universitet 1950. Hon blev lektor vid Handelsläroverket i Trollhättan 1953 och var lektor i franska vid Försöksgymnasiet (Lundby samläroverk) Göteborg från 1956.
Eva Rodhe Lundquist var styrelseledamot i Alliance française. Hon disputerade med doktorsavhandlingen La mode et son vocabulaire. L’évolution sémantique de quelques termes de la mode feminine au moyen âge 1950 och skrev även recensioner i fackpress.
På hennes 100-årsdag skrev Sydsvenskan att hon talade ett tiotal språk och hade gett ut fyra böcker. Hennes familj bestod då av fem barn med familjer.
Hon var gift från 1931 med överläkare Ring Lundquist (1906–1977). Eva Rodhe Lundquist är begravd på Norra kyrkogården i Lund.